# Cantó de Vilafranca de Mar
El cantó de Vilafranca de Mar és un cantó francès del departament dels Alps Marítims, situat al districte de Niça. Té sis municipis i el cap és Vilafranca de Mar.

## Municipis
- Bèuluec de Mar
- Caup d'Alh
- Esa
- Sant Joan de Cap Ferrat
- La Túrbia
- Vilafranca de Mar

## Història
| Data d'elecció                           | Identitat       | Partit           | Qualitat |
| ---------------------------------------- | --------------- | ---------------- | -------- |
| 1961-1967                                | Philippe Orengo | -                |          |
| 1967-1985                                | Fernand Dunan   | Divers droite    |          |
| 1985-                                    | René Vestri     | RPR, després UMP |          |
| les dades anteriors no són pas conegudes |                 |                  |          |
|                                          |                 |                  |          |

| 1962 | 1968   | 1975   | 1982   | 1990   | 1999   | 2007   |
| ---- | ------ | ------ | ------ | ------ | ------ | ------ |
| -    | 20.949 | 21.709 | 22.314 | 24.255 | 22.465 | 23.576 |